# ارباب، همسر و غلام
ارباب، همسر و غلام (هندی: साहिब बीबी और ग़ुलाम) فیلمی هندی در سبک درام است. از بازیگران آن می‌توان به مینا کوماری، گورو دات، نظیر حسین و وحیده رحمان اشاره کرد.